# Цегенбах
Цегенбах (нем. Zeegenbach) — река в Германии, протекает по Верхней Франконии (земля Бавария). Правый приток Регница.
Образуется Цегенбах на территории Штруллендорфа при слиянии нескольких небольших ручьёв и речек. В верховье он носит название Ziegenbach. Речной индекс 242952 — совместно с речками Schleifmühlbach и Strullendorfer Bach. Общая площадь бассейна составляет 30,13, общая длина реки 12,95 км. Высота истока 450 м. Высота устья 240 м.